# Ried (Altmannstein)
Ried je místní část městysu Altmannstein v hornobavorském zemském okrese Eichstätt.

## Poloha
Obec se nachází na náhorní plošině jižních Franckých Alb v nadmořské výšce asi 421–434 m n. m. na státní silnici 2223 jihovýchodně od Laimerstadtu, 11 km severně od Neustadtu an der Donau a asi 30 km severovýchodně od Ingolstadtu.

## Historie
V roce 1969 byla provedena pozemková úprava. V roce 1983 měla obec osm hospodářství s plným pracovním úvazkem a dvě hospodářství s částečným pracovním úvazkem a 152 obyvatel.

## Kaple
V Riedu se nachází katolická kaple z období baroka se západní hřebenovou věžičkou.

## Spolky
- Krieger- und Kameradenverein Laimerstadt/Ried (sdružení vysloužilých vojáků)
- Katholische Landjugendbewegung Laimerstadt/Ried (katolické hnutí venkovské mládeže)
- FC Laimerstadt (fotbalový klub)